# Ruisseau de l’Arignon
Der Ruisseau de l’Arignon (oder einfach Arignon; deutsch so viel wie Arignonbach) ist ein etwas über sechs Kilometer langer linker Nebenfluss der Petite Glâne im Broyebezirk des Schweizer Kantons Freiburg. Er liegt im Einzugsgebiet der Aare.

## Name
Der Flussname ist vom Flurnamen Arignon für das Gebiet bei der Bachmündung abgeleitet. Die in frühen Quellen in der Form En Glarignon erwähnte Bezeichnung des Zuflusses der Kleinen (fr. Petite) Glâne dürfte gemäss Paul Aebischer und Ernest Muret auf einen keltischen Gewässernamen und die gleiche Wurzel wie Glâne selbst zurückgehen.

## Geographie

### Verlauf
Die Quelle des Baches befindet sich im kleinen sumpfigen Tälchen Le Péchau südlich von Châtillon in der Gemeinde Estavayer. Auf der Ostseite liegt der Moränenhügel Chèvrefu, nach dem der Bach im Oberlauf auch Ruisseau du Chèvrefu (auf Deutsch Chèvrefubach) oder einfach Chèvrefu heisst. Der Bach fliesst in östlicher Richtung zur Broyeebene hinunter. In unmittelbarer Nähe seines Ursprungs liegt die Quelle des Ruisseau de Crêt Moron, der nach Norden fliesst und als Ru des Vua in den Neuenburgersee mündet.
Die Topografie des Quellgebiets wurde beim Bau der Autobahn A1 stark verändert. Im waldreichen, für die Wanderung von Wildtieren südlich des Neuenburgersees sehr wichtigen Landschaftsabschnitt besteht eine Wildtierüberführung über die Autobahn; am Südrand der Brücke liegt das neu angelegte Bachbett des Chèvrefubachs. Die ersten, vom Bundesrat genehmigten Pläne für den Bau der Autobahn hatten in diesem ökologisch wichtigen Abschnitt einen Tunnel vorgesehen, bei dessen Bau der Verlauf des Baches noch stärker angepasst worden wäre; das definitive Bauprojekt rechnete stattdessen nur noch mit einer schmalen Wildtierbrücke von 20 Metern Breite. Gegen diese für den Wildwechsel praktisch nutzlose Minimallösung erhoben Naturschutzorganisationen Rekurs; im daraus entstandenen Rechtsstreit wurde erst vom Bundesgericht entschieden, dass die Überführung Chèvrefu 100 Meter breit sein müsse.
Nach der Wildtierbrücke ist der Chèvrefubach auf einer Strecke von etwa 300 Metern unter der Autobahn eingedolt. Bei der Hofsiedlung Mussillens wird der aus dem nahen Bach Ruisseau du Bainoz abgeleitete Mühlebach Ruisseau des Moulins mit einem Aquädukt über ihn geleitet, um die Wasserversorgung von Estavayer zu ergänzen. Später unterquert der Chévrefubach südlich von Lully noch zweimal die Autobahn, die dort auf der Brücke Viaduc de Lully über sein Tal führt. Bei Pra des Vernes nimmt er einen kurzen linken Nebenbach auf, der auch als Arignon bezeichnet wird. Nach einem Waldgebiet erreicht der Bach das Flurgebiet Grand Rilet und Petit Rilet, wo er Ruisseau du Rilet genannt wird. Das Areal liegt direkt unterhalb der Autobahnraststätte Rose de la Broye.
Mit wenig Sohlgefälle durchquert der Bach die entwässerte Moorfläche Le Marais bei Frasses in der Gemeinde Les Montets, wo die Hauptstrasse 150 die schmale Bachniederung überquert. Bis in die 1990er-Jahre durchquerte ein anderer Nebenbach L’Arignon nordwestlich von Frasses die Niederung, dieses Gewässer ist seit dem Bau der Autobahn eingedolt. Auf einem Hügel bei Le Grassy, der wie eine Halbinsel in einer Kurve des Baches steht, lag eine bronzezeitliche Siedlung, die 1994 im Zusammenhang mit dem Bau der Autobahn untersucht wurde. Das Gewässer heisst von diesem Abschnitt an Ruisseau de l’Arignon. Es unterquert die Bahnstrecke Payerne-Yverdon-les-Bains und kurz danach noch zum dritten Mal die Autobahn A1 am Rand der Broyeebene.
Das Bachbett wurde auf dem letzten Abschnitt in der Flur Arignon bei der Gewässerkorrektion der Petite Glâne in der Zwischenkriegszeit als künstlicher Kanal neu angelegt. Nach dem letzten, etwa 1,5 Kilometer langen Teil des Flusslaufs mündet der Ruisseau de l’Arignon in die Petite Glâne, die gleich danach unter der Petite-Glâne-Brücke der Hauptstrasse 181 hindurchfliesst. Vor der Gewässerkorrektion in der Broyeebene hatte der Arignon einen mehreren Kilometer längeren Verlauf bis zur alten Mündung in die Petite Glâne in der Nähe von Grandcour; auf diesem ehemaligen Flussgelände liegt heute der Militärflugplatz Payerne.

### Einzugsgebiet
Das 7,44 km² grosse Einzugsgebiet des Ruisseau de l’Arignon liegt im Westschweizer Mittelland und wird durch ihn über die Petite Glâne, die Broye, den Zihlkanal, die Aare und den Rhein zur Nordsee entwässert.
Es besteht zu 8,8 % aus bestockter Fläche, zu 78,0 % aus Landwirtschaftsfläche, zu 12,4 % aus Siedlungsflächen und zu 0,8 % aus unproduktiven Flächen.
Flächenverteilung
Die mittlere Höhe des Einzugsgebietes beträgt 477,7 m ü. M. Der höchste Punkt ist Les Rapes mit einer Höhe von 543 m ü. M. im Westen des Einzugsgebietes.

### Zuflüsse
- Ruisseau de Chèvrefu (rechts)

## Ökologie
1995 liess der Kanton Freiburg einen rund vier Kilometer langen Teil des Bachlaufs des Arignonbaches renaturieren, um einerseits die Hochwassergefahr zu verringern und andererseits die ökologischen Qualitäten des Gewässerraums zu verbessern sowie neue Feuchtgebiete zu schaffen. In jüngster Zeit verursachten Biber, die sich im Bachlauf ansiedelten, Flurschäden im angrenzenden Kulturland.